# Органна гармата

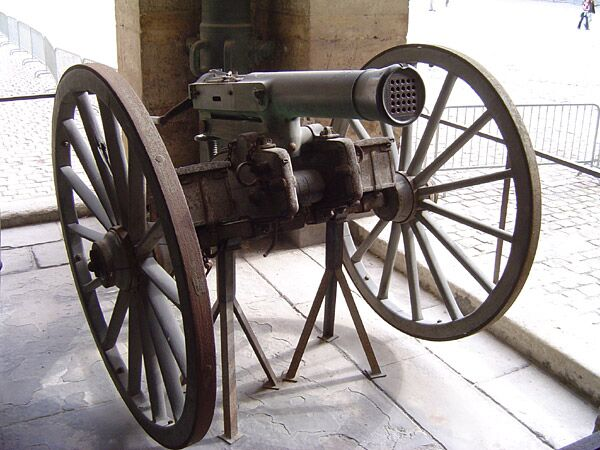
Мітральєза, органна гармата 19-го століття

Органна гармата —  гармата з кількома стволами з можливістю робити кілька пострілів, як одночасно так і послідовно. Відрізняються від сучасних кулеметів відсутністю автоматичного заряджання та веденням автоматичного вогню і мають кілька стволів поєднаних у блок.
На практиці вони не надто перевершували гармати, які стріляли картеччю та дрейфгагелями. Через те, що вони були встановлені на лафеті, їх було важко наводити, крім того багато стволів вимагали більше часу для заряджання. Також через велику кількість стволів та затворів вони були складнішими у виробництві ніж звичайні гармати, а кожен ствол потребував окремого обслуговування.

## Органні гармати 15-го століття

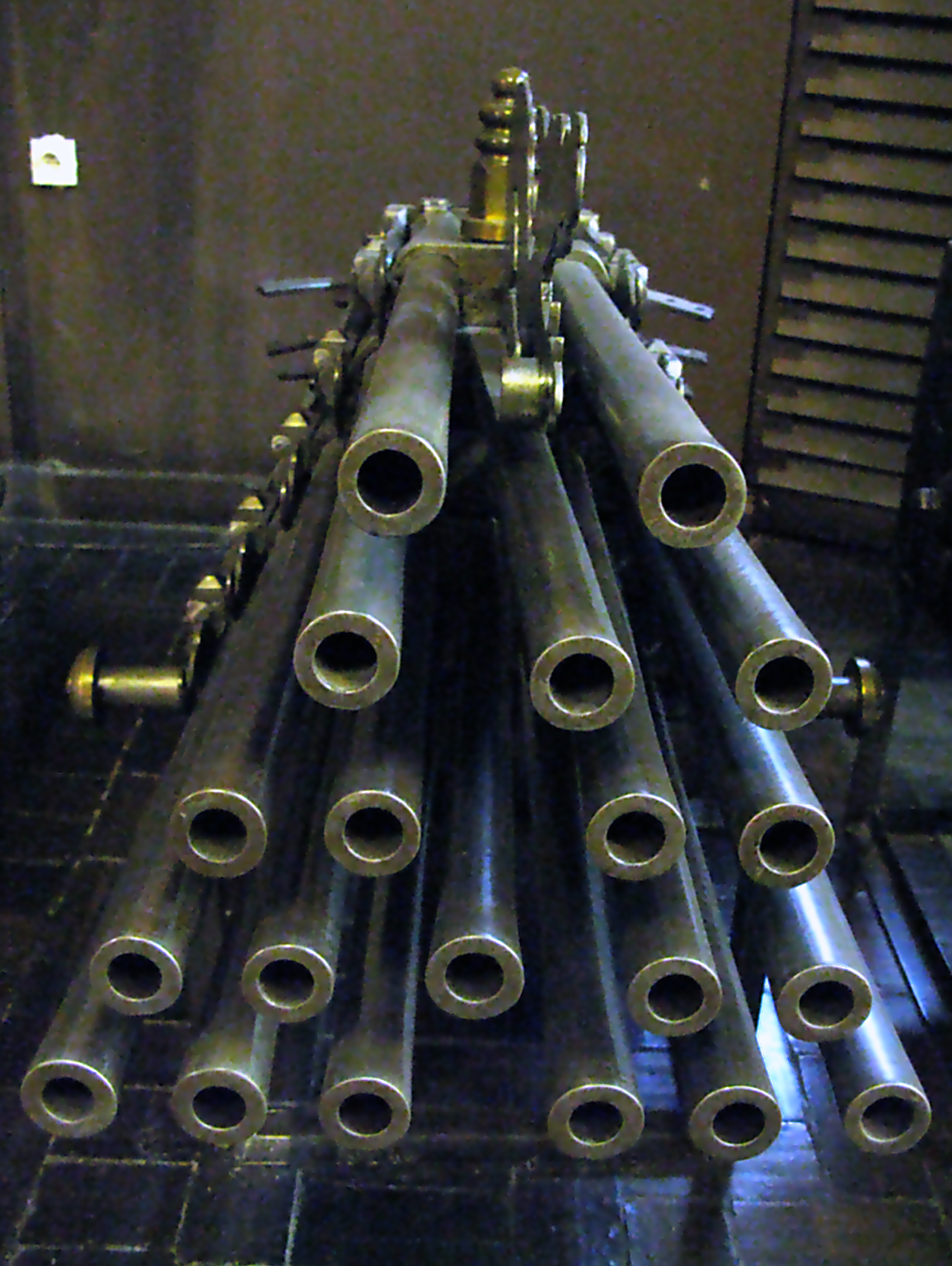
Польська 20-ствольна гармата. Стволи зроблені таким чином, щоб кулі розсіювалися і наносили максимальну шкоду

У середньовічній версії органної гармати, рибадекіні, стволи були встановлені паралельно. Ранній зразок вперше було використано під час Столітньої війни армією Едуарда III, у 1339. Пізніше її використовували у швейцарській армії.

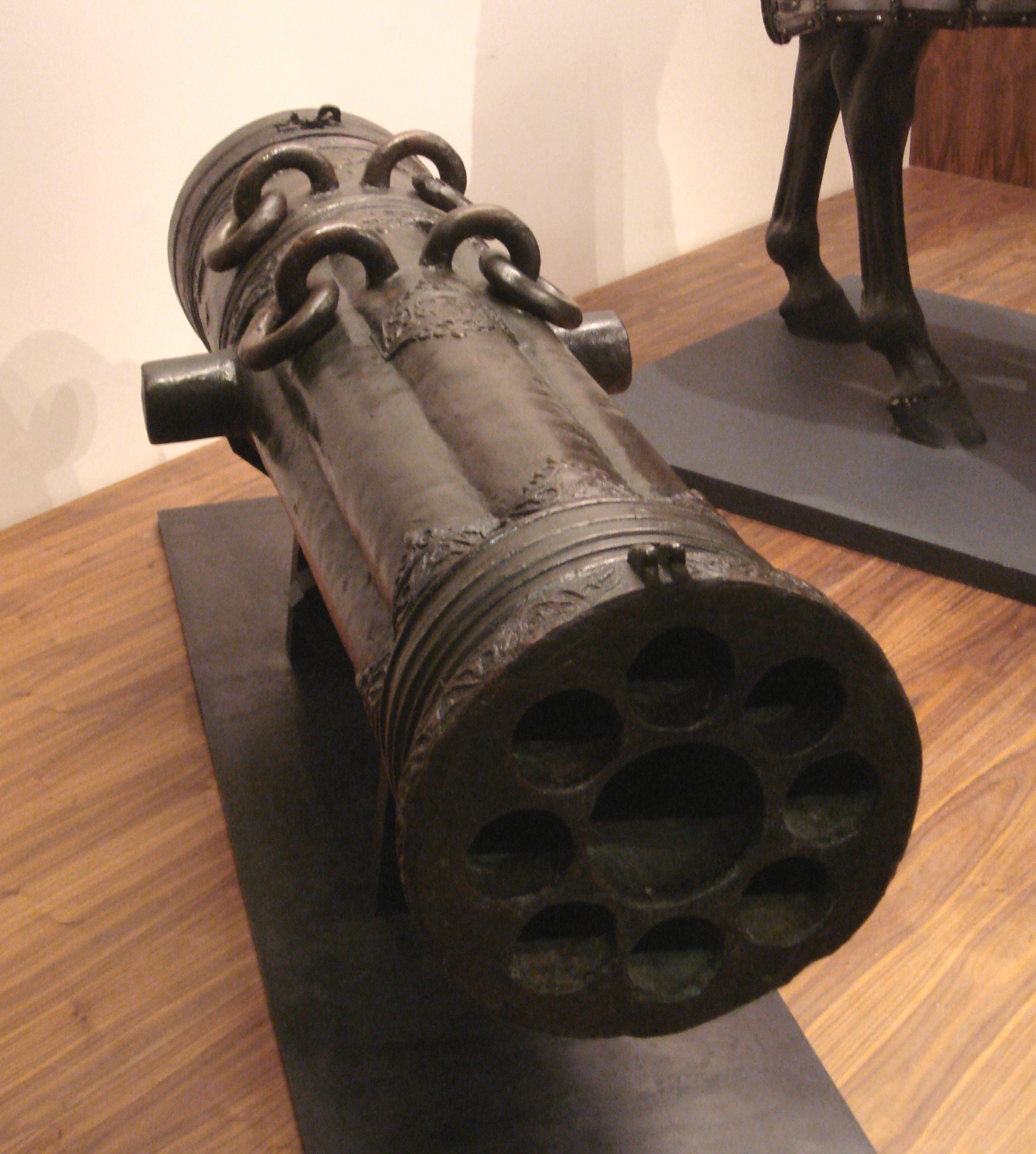
Органна гармата Отоманської імперії з 9-ма стволами, початку 16-го століття

Багатоствольні артилерійські системи використовували протягом 16-го та 17-го століть. Двостольна гармата мала назву Єлизавета-Генрі, названа на честь молодших дітей Карла I. Її використовували роялісти під час Громадянської війни в Англії і стріляла зарядами вагою 2 унції. Також вона могла стріляти крупною картеччю. Стволи були вкриті шкірою для запобігання іржавінню.
В Арагоні у 16-му столітті створили 15-ствольну органну гармату; німецькі та польські зброярі розробили ручні багатоствольні гармати. Інколи це були поєднання меча і пістолета, наприклад Walking Staff часів Генріха VIII, 3-ствольні гармати та булави. У Генріха VIII також була багатоствольна німецька рушниця з колісцевим замком, яка могла стріляти накладеними зарядами.

## Органні гармати 18-го століття
Гармата Нока була схожа на звичайний кременевий мушкет з сімома стволами які припаяні навколо шестигранного центрального ствола. Всі сім стволів калібру .46 (12 мм) були об'єднані разом для запалення від одного кременевого замка, але інколи спрацьовували не всі стволи. Гармату розробив Джеймс Вілсон у 1779, а випускав Генрі Нок для використання під час Наполеонівських воєн. П'ятсот гармат Нока були випущені для Королівських ВМС для захисту від абордажів та зачистки палуб ворожих кораблів. Флот адмірала Хау мали по двадцять гармат на кожному лінійному кораблі і дванадцять гармат на кожному фрегаті. Віддача у 5,9 кг гармати Нока могла вивихнути плечі та переламати ключиці у матросів, які стріляли з цих гармат; дуловий спалах при пострілі з усіх стволів одночасно міг підпалити вітрила, якщо стріляли з щогл. Органна гармата Нока застаріла в 1805, але зброю, яка залишилась, носив Річард Відмарк у 1960 у фільмі «Форт Аламо». Увагу до гармати Нока повернули завдяки романам Бернарда Корнвелла про королівського стрільця Шарпа, гармату використовували як сам Шарп так і його друг сержант Патрік Гарпер.

## Органні гармати 19-го століття

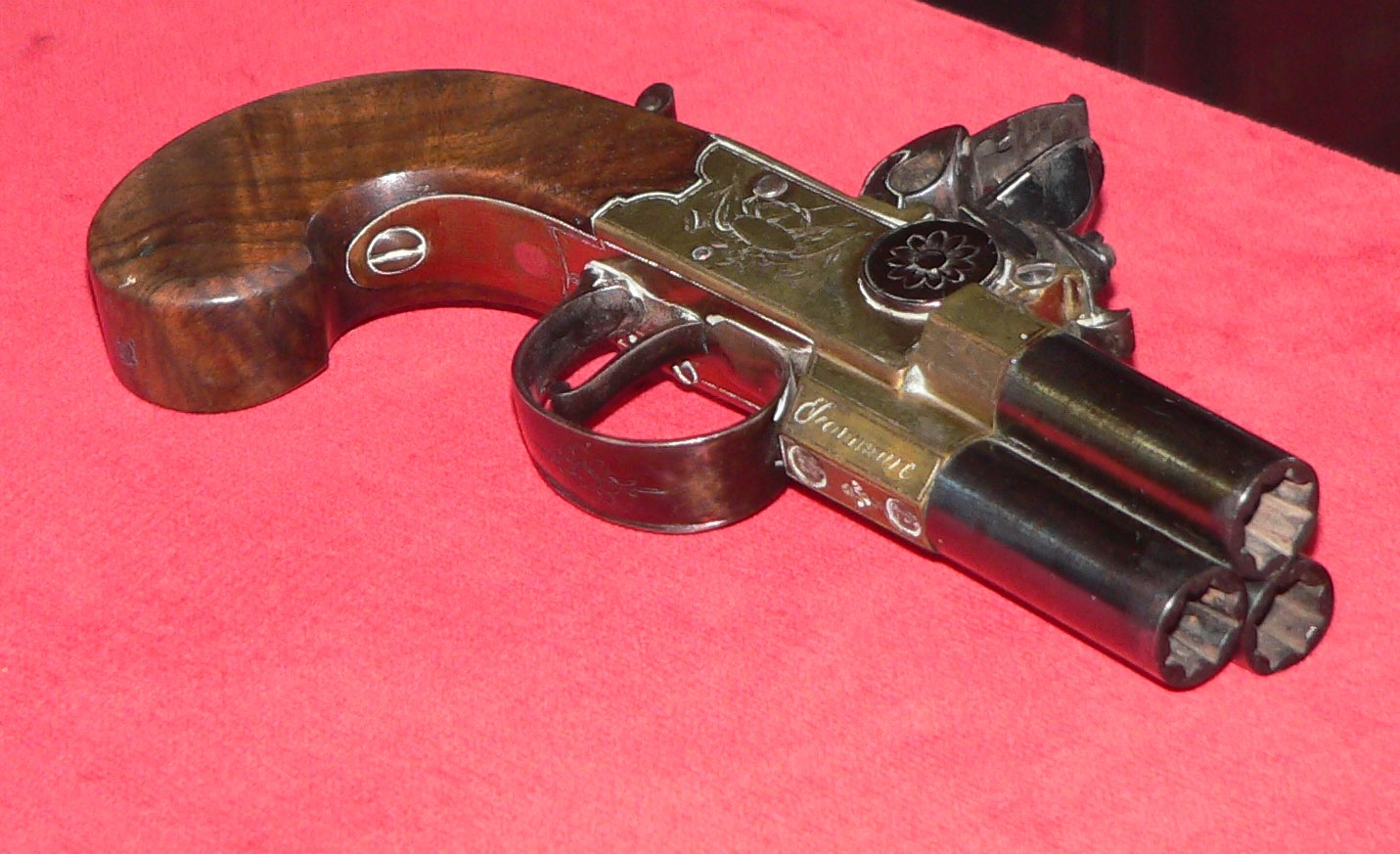
Триствольний кишеньковий пістолет який стріляв одночасно із трьох стволів

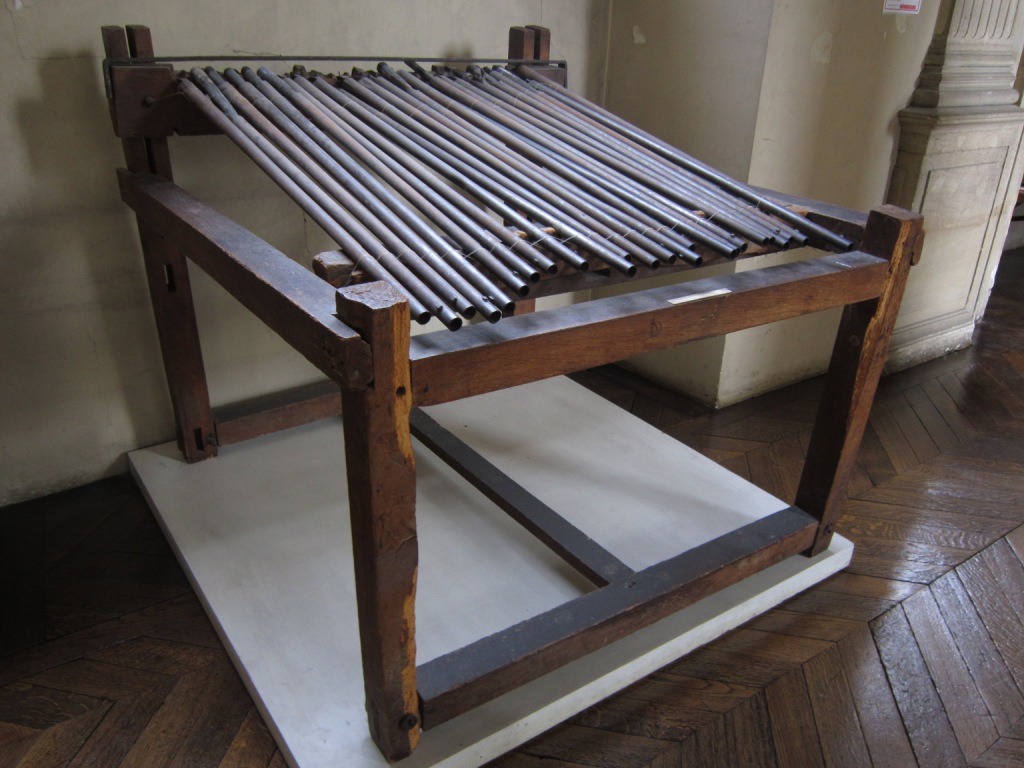
Machine infernale Фієска, Музей історії Франції (2012)

У середині 19-го століття було створено дві визначні органні гармати розміром з артилерійську, хоча практичного успіху й не мали. Розроблена у 1860-х і створена основі конструкції 1850-х років капітана Фаффама, французька мітральєза є прикладом багатоствольної органної гармати, яка могла стріляти одночасно або послідовно зі всіх стволів короткий період часу. Крім того у 1860-х роках, генерал Оріген Ванденбург з нью-йоркської міліції створив 85-ствольну зброю .50 калібру з рушничних стволів. Після невдалого продажу у Великій Британії, він продав невелику кількість гармат Конфедеративним Штатам Америки, хоча немає жодних згадок про вдале використання. Одна гармата Ванденбурга зберігається у форті Фішер, Північна Кароліна, а інша у Солсбері.
Кілька органних ручних гармат було випущено у 18-му та 19-му століттях. Однією видатних була органна гармата, яка являла собою пістолет з чотирма стволами .45 калібру які розташовані у вигляді віяла або «качиної лапки». Таким чином кулі розсіювалися в боки після одного пострілу. Такий пістолет призначався для захисту однієї персони від групи осіб, а тому був популярний серед охоронців банків, тюремних наглядачів та морських капітанів на початку 19-го століття.
У липні 1835 Жозеф Марко Фієскі використав розроблену вдома, 25-ствольну органну гармату, щоб здійснити замах на короля Луї-Філіппа I у Парижі. Він вистрілив зі зброї, яка була встановлена на третьому поверсі у той час як король і його оточення проходили по вулиці. Загинуло 18 осіб, а король отримав лише несильні ушкодження. Стволи продав урядовий арсенал як металобрухт, після їх дефектації, а тому чотири з них вибухнули під час пострілу, унаслідок чого Фієскі отримав важкі поранення, а тому його швидко схопили. Він і двоє його спільників були страчені у 1836. Його органна гармата, відома під назвою Machine infernale («Пекельна машина»), зберігається у Музей історії Франції.

## Сучасність
Багато конструкцій розробила компанія Metal Storm Limited з електричним запалюванням з вибуховими та не вибуховими зарядами, які дуже схожі на органні гармати 18-го століття, зазвичай така зброя має багато стволів, з яких можна стріляти одночасно або послідовно, як з кулемета Норденфельта. Ці розробки не користалися комерційним попитом.
Іспанські ВМС використовують органну гарматну систему, Meroka, яка складається з дванадцяти гармат Oerlikon 20 мм об'єднані в один вузький блок з зовнішньою автоматичною системою заряджання. Ця система має високу швидкість стрільби при коротких чергах, а швидкість перезаряджання становить менше 0,3 секунди. Ця система добре підходить для зенітної оборони проти ракет, літаків та малих човнів.